# Gas al Fayoumi Saadia
Gas al Fayoumi Saadia, filozof religije, prvi židovski srednjovjekovni sistematizator. Sukladno općim prilikama tog doba, pod značajnim utjecajem islamske misli. Osim metafizičkog spekuliranja, polje njegovog interesa proširilo se i na traženje pragmatičkih rješenja za političke probleme, pa tako definira zakone kao rezultat prepletanja racionalnog napora i Božje intervencije. Njegova razmatranja pojma duše polučila su zaključak da duša propada skupa s tijelom, jer je njegov neraskidivi dio. 

## Djela
1. Kitab al Amanat (Vjerski i razumski zakoni ili Vjera i Znanje)